# Gautami Tadimalla
Gautami Tadimalla, née le 2 juillet 1968 à Nidadavolu, est une actrice indienne qui a principalement travaillé dans les films tamouls, bien qu'elle soit également apparue dans des films à succès télougous, malayalams, hindis et kannadas.
Elle est également actrice de télévision, animatrice de télévision, fondatrice de Life Again Foundation et costumière,.